# Свачян, Шаан
Шаан Свачян (15 сентября 1926 года, Стамбул, Турция — 23 сентября 2013 года, там же) — викарий Константинопольского Армянского Патриархата Армянской Апостольской Церкви (1966—2013).

## Биография
Получил духовное образование в Иерусалиме. В 1951 г. был рукоположен во диаконы, а в 1954 г. — в иеромонахи.
Преподавал в Иерусалимской гимназии Сурб Таргманчяц, затем осуществлял духовную службу в Хайфе и Яффе.
- 1961 г. получил сан протоархимандрита,
- 1966 г. — епископ,
- 1991 г. — архиепископ.